# State College
State College é um distrito localizado no estado norte-americano de Pensilvânia, no Condado de Centre. O distrito foi fundado em 1855.

## Demografia
Segundo o censo norte-americano de 2000, a sua população era de 38.420 habitantes.
Em 2006, foi estimada uma população de 38.436, um aumento de 16 (0.0%).

## Geografia
De acordo com o United States Census Bureau tem uma área de 11,8 km², dos quais 11,8 km² cobertos por terra e 0,0 km² cobertos por água. State College localiza-se a aproximadamente 348 m acima do nível do mar.

## Localidades na vizinhança
O diagrama seguinte representa as localidades num raio de 8 km ao redor de State College.